# 7,5 cm Panzerabwehrkanone 97/38
A 7,5 cm Panzerabwehrkanone 97/38 (rövidítve 7,5 cm Pa.K. 97/38, vagy 7,5 cm PaK 97/38, magyarul 7,5 cm-es páncéltörő löveg 97/38) egy német páncéltörő löveg volt, amit a Wehrmacht használt a második világháború alatt. A fegyver egy francia Canon de 75 modèle 1897 és egy német PaK 38 löveg ötvözete volt.

## Fejlesztés

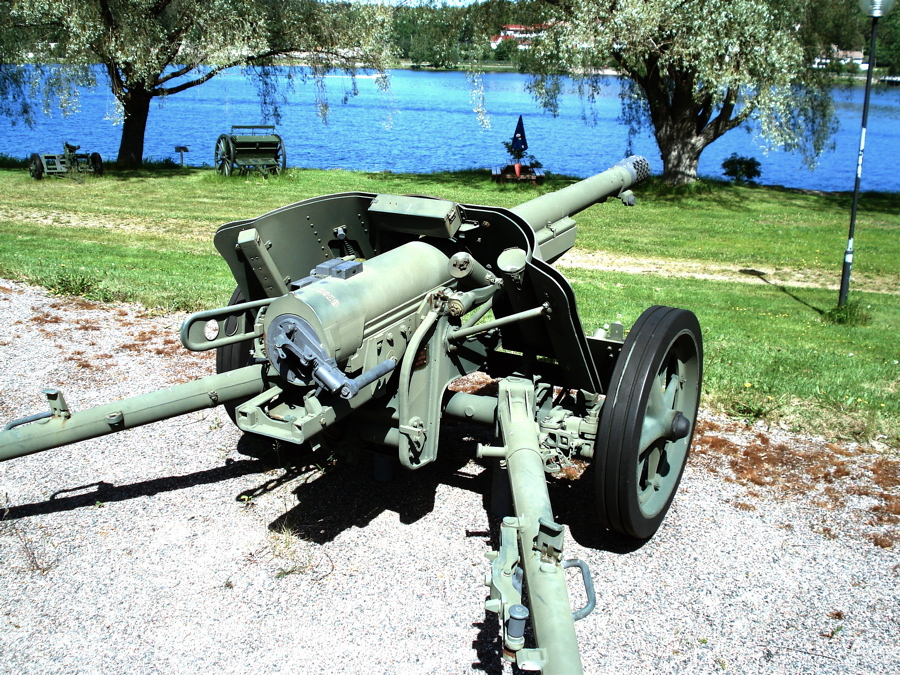
PaK 97/38 a Hämeenlinna Tüzérségi Múzeumban

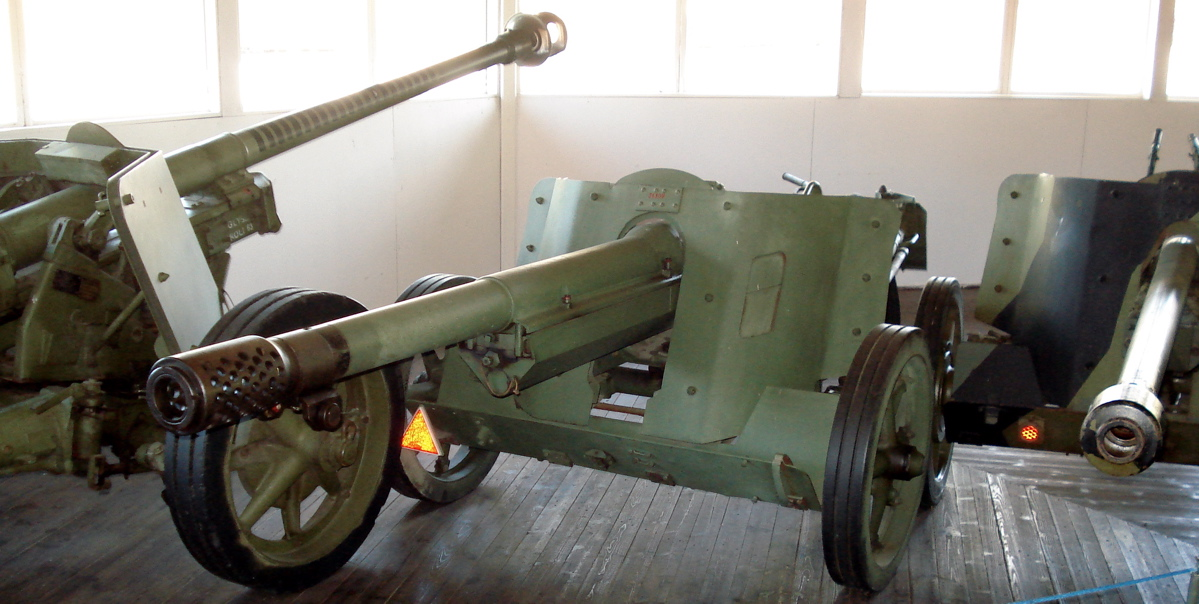
PaK 97/38 a finn Parolai Páncélosmúzeumban

A lengyelországi és franciaországi hadjárat alatt a Wehrmacht ezrével zsákmányolt a 75 mm Model 1897 lövegekből, amelyeket a francia Schneider fegyvergyár készített. Ezek a lövegek 7,5 cm FK 97(p) és 7,5 cm FK 231(f) néven kerültek szolgálatba a német hadseregnél, és az eredeti tábori tüzérségi feladatkörökbe osztották őket.
1941-ben, röviddel a Szovjetunió elleni invázió után a Wehrmacht egységei szembetalálkoztak az új szovjet harckocsikkal, mint a közepes T–34 és a nehéz KV-1 tankok. Vastag döntött páncélzatukkal kitudták védeni a legtöbb német páncéltörő fegyverek tűzét. Ez a helyzet jobb és erősebb fegyverek igényét jelentette a harctérre, amelyek képesek kilőni ezeket a páncélosokat még nagy távolságokról is. A németeknek volt használható tervezete a szovjet tankok ellen, mint a 7,5 cm PaK 40, de időbe telt amíg elegendő mennyiséget gyártottak belőle, ezért addig ideiglenes megoldásként néhány francia Canon de 75 modèle 1897 ágyú átépítésével jutottak használható páncéltörő fegyverekhez. A 75 mm-es ágyú széles körben elérhető volt, de az eredeti konfigurációban ezek a fegyverek nem voltak alkalmasak tankok elleni harcra mivel viszonylag alacsony kezdősebesség, a 6°-ra korlátozott kilövési szög és a megfelelő felfüggesztések hiánya miatt, amelyek korlátozták a vontathatóságát (10–12 km/h). Ezért úgy döntöttek a mérnökök, hogy az PaK 38 ágyútalpára helyezik a fegyvert amely megoldja a korlátozott döntési szög és gyenge mobilitási problémákat. A visszalökés enyhítése érdekében az ágyúra csőszájféket szereltek fel és az alacsony kezdeti sebesség kompenzálása érdekében egy kumulatív lövedéket (HEAT) használnak, amelynek hatékonysága független volt a kezdeti sebességtől és a távolságtól. A 7,5 cm Panzerabwehrkanone 97/38 gyártása el is kezdődött és 1941 novemberében az első példányokat le is szállították csapatpróbákra. A harctéri tapasztalatok után további 2854 darabot gyártottak 1942-ben, majd 1943-ban újabb 858 darabot.
Érdekességképpen, a francia löveg másik fő felhasználója a amerikai hadsereg volt, ahol hasonló tervezésű löveget készítettek ugyancsak hasonló célra, melyet 75mm Anti-tank gun on Carriage M2A3 névre kereszteltek.

## Gyártás
1942-ben 2854 darabot gyártottak, ezt 1943-ban további 858 darab követte. Ezen felül 1943-ban 160 darab ágyút építettek a 7,5 cm PaK 40 alvázára (PaK 97/40). A gyártási költség 9000 birodalmi márka volt darabonként, összehasonlításként a PaK 40 költsége 12 000 birodalmi márka volt. A gyártást ezután leállították, mivel sokkal erősebb lövegeket készítettek kielégítő mennyiségben.
| Lőszer gyártása a Pak 97/38 löveghez, ezer darab |       |        |       |        |
| Típus                                            | 1942  | 1943   | 1944  | Teljes |
| HEAT                                             | 929.4 | 1388.0 | 264.5 | 2581.9 |

## Alkalmazás
A PaK 97/38 löveg 1942 nyarán érkezett a harcmezőre. A mérsékelt hatékonyság és a hatalmas visszarúgás ellenére szolgálatban maradt a háború végéig. Az alkalmazás gyakoriságát legkönnyebben a felhasznált muníció mennyiségével lehet illusztrálni: 1942-ben 37 800 HEAT-lövedék, 1943-ban 371 600 lövedék. Bizonyítékul fényképek állnak rendelkezésre, miszerint 1944-ben még mindig szolgálatban állt. 1945 március 1-jén a Wehrmacht 145 darab Pak 97/38 és FK 231(f) lövegekkel rendelkezett, de mindössze 14 darab szolgált a frontvonalon.
Tíz lövegcsövet a lövegpajzzsal próbaképpen a szovjet T-26 könnyűharckocsi alvázára szereltek, eredményképpen a 7,5 сm Pak 97/38(f) auf Pz.740(r) megnevezésű jármű jött létre. Ezeket az önjáró lövegeket az 563. páncéltörő zászlóalj 3. századába osztották be, mielőtt 1944 március 1-jén leváltották őket a Marder III önjáró lövegek.
A löveget a finn hadsereg is bevetette a folytatólagos háború alatt. A finnek a 7,5 cm-es tábori lövegeket 1940-ben vették a franciáktól, de csalódtak teljesítményükben, így 1943-ban a németekkel kötöttek egy megállapodást, hogy felújítsák a lövegeket PaK 97/38 típusokra. 46 darabot alakítottak át 1943 március-júniusa között. Ebből hetet elvesztettek harc közben, a többi a háború után egészen 1986-ig szolgálatban maradt.
1942 októberében öt-hat löveget a 3. és 4. román gyalogos hadosztály részére bocsátottak.
Mind a kilenc hadosztály, amely a 8. olasz hadseregcsoportot támogatta, rendelkezett egy, hat löveggel felszerelt páncéltörő üteggel, amelyek 1942-ben a tüzérezredet támogatták. Az olasz megnevezés a Cannone da 75/39 volt.
1942 novemberében a Magyar 2. hadsereg 43 darab PaK 97/38-ast kapott.

## Összegzés
A PaK 97/38 löveget zsákmányolt lövegcsövekből építették és használhatták hozzá a zsákmányolt francia és lengyel lőszert is. A kis tömeg, jó mobilitás és kielégítő páncéltörő teljesítmény a HEAT-lövedékeknek köszönhetően (a T–34-ket a legtöbb esetben képes volt kilőni, a KV harckocsik oldalpáncélját ugyancsak át tudta lőni) a löveget megfelelő páncéltörő fegyverré tették. Voltak viszont hátrányai, különösen az alacsony csőtorkolati sebesség. A löveg nem volt igazán páncéltörő fegyver, mivel csak a HEAT-lövedékekkel lehetett bevetni harckocsik ellen, ami azt jelenti, hogy elégtelen teljesítményt produkált. Amikor az átlagos páncéltörő lövedékeket használták hozzá nehéz volt vele kisebb mozgó célpontokat eltalálni, alacsony volt a hatásos lőtávolsága, nagyjából 500 méter, a HEAT-lövedékekkel is. A löveg erőteljes visszarúgása is hátrányos tényező volt, különösen amikor páncéltörő lövedéket használtak hozzá. Ezen kívül meg kell jegyezni, hogy a második világháborúban alkalmazott technológia a HEAT-lövedékek gyártására még kifinomulatlan volt, sok lövedék páncélátütő karakterisztikája jelentősen alulmaradt az elvártnál.

## Lőszer
Nem tisztázott, hogy a németek gyártottak-e páncéltörő lövedékeket a PaK 97/38 löveghez. Kis mennyiségben lengyel páncéltörő lövedékeket is használtak.
A finn hadsereg helyileg gyártott lövedéket használt 75 psa - Vj4 megnevezéssel és valószínűleg régi francia lövedékeket 75 pspkrv 59/66-ps megnevezéssel. A 75 psa - Vj4 92 mm páncélzatot ütött át 300 méteren 90°-os dőlésszögben.
A HEAT-töltetek nagyjából 90 mm páncélzatot ütöttek át 90°-os dőlésszögben vagy nagyjából 75 mm páncélzatot 60°-os dőlésszögben.
| Rendelkezésre álló lőszer         |                        |           |             |                            |               |
| Típus                             | Modell                 | Tömeg, kg | HE tömeg, g | Csőtorkolati sebesség, m/s | Lőtávolság, m |
| Páncéltörő lövedékek (AP)         |                        |           |             |                            |               |
| AP, lengyel                       | 7,5 cm K.Gr. Pz.(p)    | 6.8       |             | 570                        | 1500          |
| Kumultatív lövedékek (HEAT)       |                        |           |             |                            |               |
| HEAT                              | 7,5 cm Gr.38/97Hl/A(f) | 4.4       |             |                            |               |
| HEAT                              | 7,5 cm Gr.38/97Hl/B(f) | 4.57      |             | 450                        | 1500          |
| HEAT                              | 7,5 cm Gr.15/38Hl/B(f) | 4.4       |             |                            |               |
| Robbanórepesz lövedékek (HE-Frag) |                        |           |             |                            |               |
| HE-Frag, francia                  | 7,5 cm Sprgr.233/1(f)  | 6.19      |             | 577                        | 10 000        |
| HE-Frag, francia                  | 7,5 cm Sprgr.230/1(f)  | 5.44      |             | 545                        | 7600          |
| HE-Frag, francia                  | 7,5 cm Sprgr.231/1(f)  | 5.44      |             | 557                        | 7600          |
| HE-Frag, francia                  | 7,5 cm Sprgr.236/1(f)  | 6.6       |             |                            | 10 000        |

## Fordítás
- Ez a szócikk részben vagy egészben  a(z)   7.5 cm Pak 97/38 című angol Wikipédia-szócikk ezen változatának fordításán alapul.  Az eredeti cikk szerkesztőit annak laptörténete sorolja fel. Ez a jelzés csupán a megfogalmazás eredetét és a szerzői jogokat jelzi, nem szolgál a cikkben szereplő információk forrásmegjelöléseként.